# Panhard AML
Panhard AML je francouzské obrněné průzkumné vozidlo s trvalým pohonem všech kol (znak 4×4). Bylo vyvinuto společností Panhard na objednávku francouzské armády, kde mělo nahradit původně britské obrněné automobily Daimler Ferret. Panhard AML vznikl v řadě výzbrojních variant. Typ AML 90 nese ve věži 90mm kanón GIAT F1. U verze AML 60 je kanón nahrazen 60mm zezadu nabíjeným minometem. U verze AML 20 irské armády byl minomet nahrazen 20mm automatickým kanónem.

Na bázi vozu Panhard AML vznikl obrněný transportér Panhard M3. Mezi lety 1971–1986 vzniklo 1200 vozidel.
Panhard AML byl exportován do více než 30 zemí světa. V Jihoafrické republice bylo pod názvem Eland 60/90 licenčně vyrobeno 1300 vozidel AML 60/90.
Panhard AML 90 byl bojově použit libanonskou armádou během libanonské občanské války. AML 90 argentinské armády byly bojově nasazeny za války o Falklandy.

## Galerie

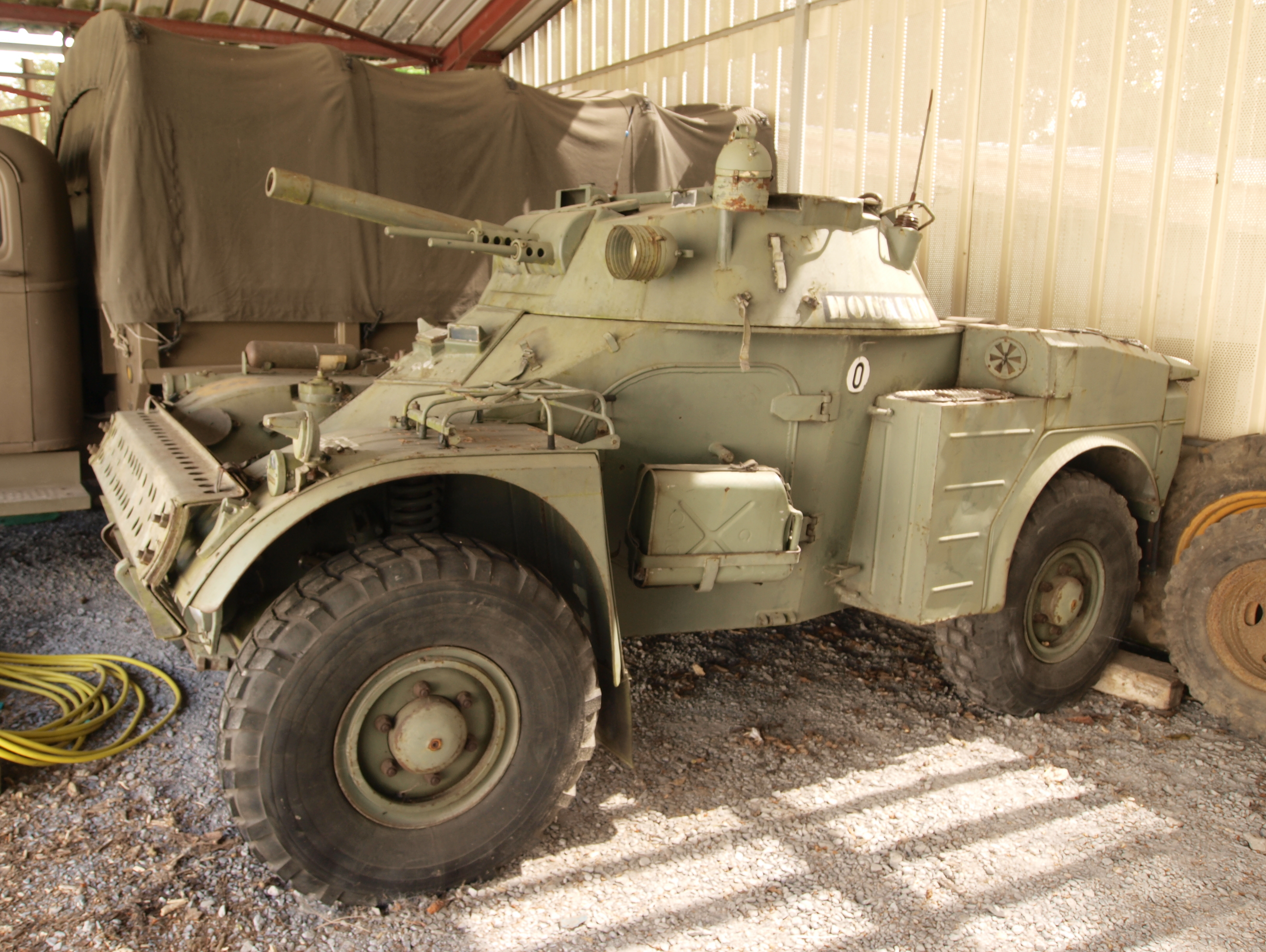
Panhard AML 60
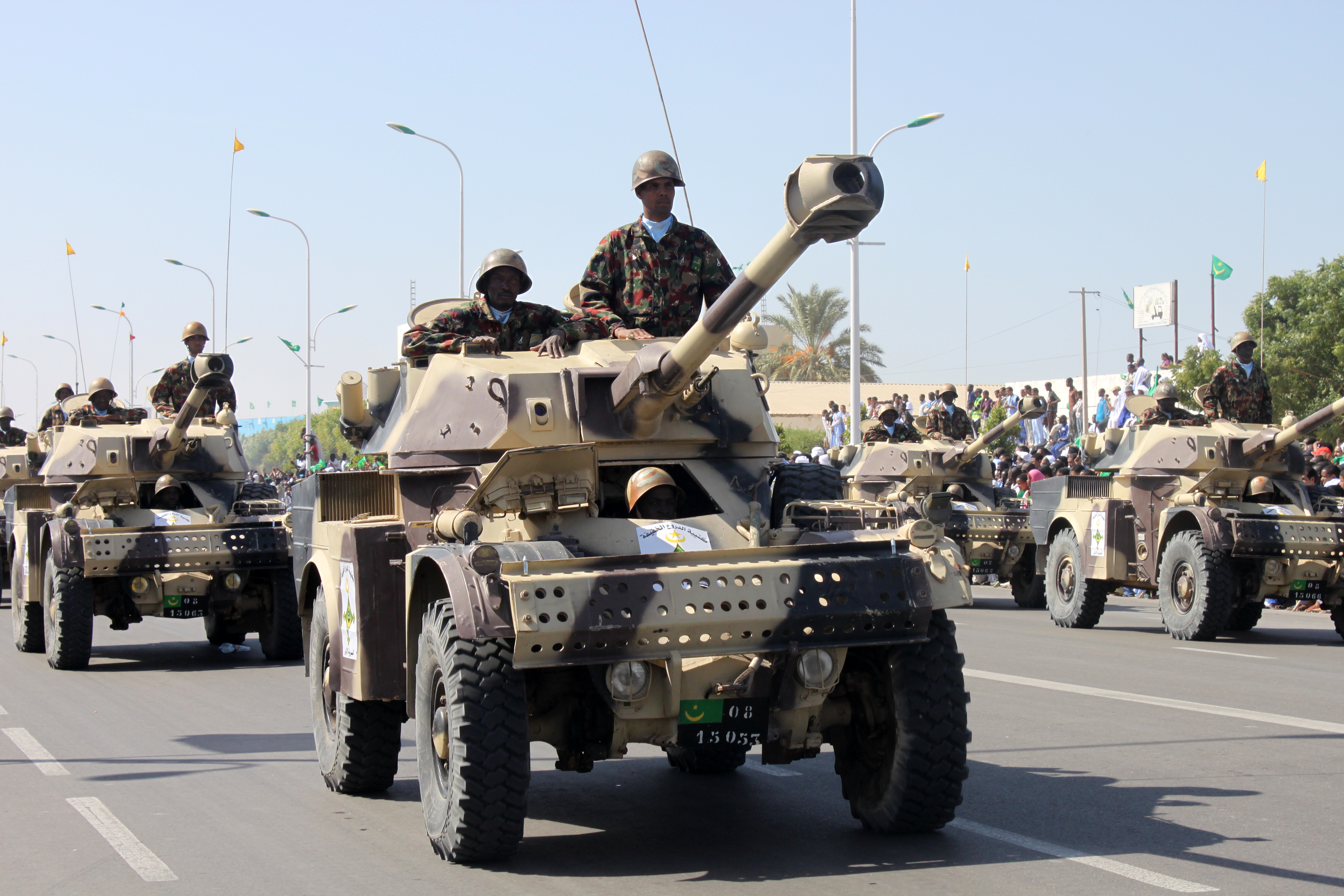
Panhard AML 90 mauretánské armády na přehlídce v roce 2012
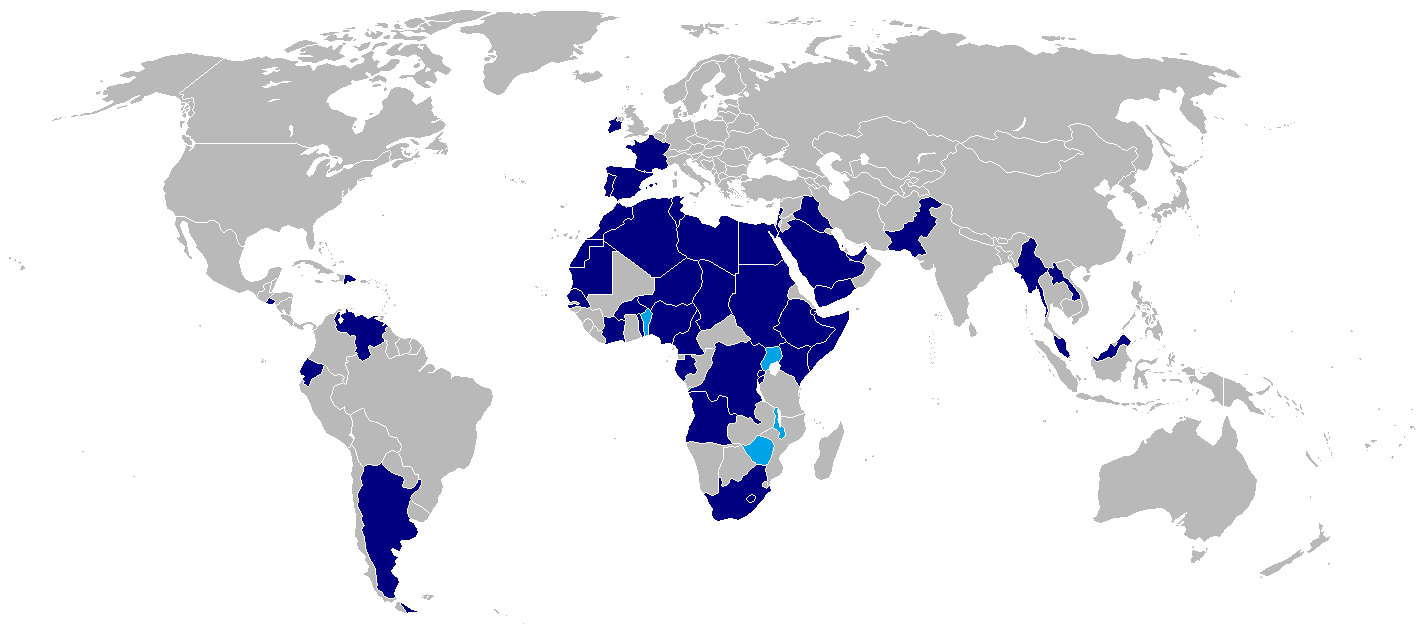
Uživatelé vozidla Panhard AML k roku 2011: současní – modrá, bývalí – červená